# Vondelparkbuurt
Vondelparkbuurt is een gemeenschappelijke benaming voor drie buurten in Amsterdam-West. Het hele gebied maakte tot eind 19e eeuw deel uit van de gemeente Nieuwer-Amstel, totdat in 1896 alles tot Amsterdam behorend werd verklaard. In diezelfde periode en daarvoor werd de strook getransformeerd van industriegebied met molens tot woon-/winkelwijk.
De drie buurten met die naam liggen als strook langs de noordkant van het Vondelpark (de zuidgrens). Ze wordt verder begrensd door de Overtoom (noordkant), de Singelgracht (oostkant)  en de Kostverlorenvaart (westkant). De drie buurten met de naam zijn:
- Vondelparkbuurt Oost, van Singelgracht tot Tweede Constantijn Huygensstraat valt binnen de wijk Vondelbuurt
- Vondelparkbuurt Midden, van Tweede Constantijn Huygensstraat tot aan de Kattenlaan valt binnen de wijk Vondelbuurt
- Vondelparkbuurt West, van Kattenlaan tot aan de Kostverlorenvaart valt binnen de wijk Overtoomse Sluis

Tekenend voor de drie buurten zijn de dwarsstraten van de Overtoom die naar het Vondelpark lopen en daar soms wel en soms niet een verbinding met het park verzorgen.
In de drie buurten bevinden zich verschillende rijksmonumenten, gemeentelijke monumenten en andere bezienswaardigheden. Aan de noordoostkant van de buurt Oost bevinden zich langs de Singelgracht het voormalig hoofdkantoor van de Gemeentetram Amsterdam en het Leidsebosje met daarin het Boomzagertje. Daar tegenover bevindt zich Stadhouderskade 5. Aan de Roemer Visscherstraat staan de Zevenlandenhuizen. Ook het Vondelparkpaviljoen bevindt zich in Oost. 
In Midden staat de Hollandsche Manege tussen de Overtoom en Vondelstraat, ze is de oudste manege van Nederland. In Midden bevinden zich tevens de Vondelkerk en het Orgelpark (Gerard Brandtstraat).
In West bevinden zich straatjes als het Johannapark, de Schoolstraat en de Frederiksstraat. Het meest westelijk gelegen bouwblok ligt aan de Zocherstraat, vernoemd naar de landschapsarchitecten van het Vondelpark. 
 Abberdaan · Admiralenbuurt · Amstel III · Amsteldorp · Amstelkwartier · Andreas Ensemble · Apollobuurt · ArenAPoort · Bajeskwartier · Banne Buiksloot · Bedrijventerrein Sloterdijk · Bellamybuurt · Betondorp · Bijlmer · Binnenstad · Bloemenbuurt · Borgerbuurt · Borneo · Bos en Lommer · Buiksloot · Buiksloterham · Buikslotermeer · Buiteneiland · Buitenveldert · Bullewijk · Burgwallen Oude Zijde · Burgwallen Nieuwe Zijde · Centrum Amsterdam Noord · Centrumeiland · Chassébuurt · Chinatown · Cremerbuurt (Amsterdam) · Cruquius · Czaar Peterbuurt · Da Costabuurt · Dapperbuurt · De Aker · De Baarsjes · De Bongerd · De Eendracht · De Heining · De Krommert · De 9 Straatjes · De Omval · De Pijp · Diamantbuurt · Driemond · Disteldorp · Dubbele Buurt · Duivelseiland · Duvelshoek · Elzenhagen · Erasmusparkbuurt · Floradorp · Frederik Hendrikbuurt · Funenpark · Gaasperdam · Gein · Geuzenveld · Gibraltarbuurt · Gouden Reael · Gulden Winckelbuurt · Grachtengordel · Haarlemmerbuurt · Hallenkwartier · Haven-Stad · Haveneiland · Havenstraatterrein · Helmersbuurt · Het Funen · Holendrecht · Hoofddorppleinbuurt · Houthaven · IJ-oevers · IJburg · IJdock · IJplein · Indische Buurt · Jan Maijenbuurt · Java-eiland · Jeruzalem · Jeugdland ·Jodenbuurt · Jordaan · Julianapark · Kadijken · Kadoelen · Kattenburg · Kinkerbuurt · KNSM-eiland · Kolenkitbuurt · Kop van Jut · Van der Kunbuurt · Laan van Spartaan · Landlust · Landstrekenbuurt · Lastage · Leidsebuurt · Lutkemeer · Marathonbuurt · Marineterrein · Marken · Marktkwartier · Medisch Centrum Slotervaart · Mercatorbuurt · Middelveldsche Akerpolder · Molenwijk · Museumkwartier · Nellestein · Nieuw Sloten · Amsterdam Nieuw-West · Nieuwe Pijp · Nieuwendam · Nieuwendammerdijk en Buiksloterdijk · Nieuwendammerham · Nieuwezijde · Nieuwmarkt · Noorderhof · Noordoever Sloterplas · Noordse Bos · Olympisch Kwartier · Omval · Ookmeer · Oostelijk Havengebied · Oostelijke Eilanden · Oostelijke Handelskade · Oostenburg · Oosterdokseiland · Oosterparkbuurt · Oostoever Sloterplas · Oostpoort · Oostzanerwerf · Osdorp · Oud Osdorp · Oud-Oost · Oud-West · Oud-Zuid · Oude Pijp · Oudezijde · Overamstel · Overhoeks · Overtoombuurt · Overtoomse Buurt · Overtoomse Veld · Park Haagseweg · Park de Meer · Plan van Gool · Plan West · Plan Zuid · Planciusbuurt · Plantagebuurt · Postjesbuurt · Prinses Irenebuurt · Rapenburg · Reigersbos · Riekerpolder · Rieteilanden · Rietlanden · Rivierenbuurt · Robert Scottbuurt · Roeterseiland · Ruigoord · Schinkel (bedrijventerrein) · Schinkelbuurt · Science Park · Sloten · Sloterdijk · Sloterdijk-Centrum · Slotermeer · Slotervaart · Sluisbuurt · Spaarndammerbuurt · Spieringhorn · Sporenburg · Sportheldenbuurt · Staatsliedenbuurt · Stadionbuurt · Steigereiland · Strandeiland · Teleport · Transvaalbuurt · Trompbuurt · Tuindorp Buiksloot · Tuindorp Buiksloterham · Tuindorp Nieuwendam · Tuindorp Oostzaan · Tuttifruttidorp · Van Tijenbuurt · Uilenburg · Universiteitskwartier · Valkenburg · Van der Kunbuurt · Van der Pekbuurt · Van Lennepbuurt · Venserpolder · Vlooienburg · Vogelbuurt · Vogeldorp · Vogeltjeswei · Volewijck · Vondelparkbuurt · Vrije Geer · Waalseiland · Watergraafsmeer · Waterlandpleinbuurt · Waterwijk · Weesp · Weesperbuurt · Weespertrekvaartbuurt · Weesperzijde · Westelijke Eilanden · Westelijke Tuinsteden · Westerdokseiland · Westerpark · Westpoort · Willemspark · Wittenburg · Zeeburg · Zeeburgereiland · Zeeheldenbuurt · Zuidas · Zuideramstel